# Ezüst bokorkaktusz
Az ezüst bokorkaktusz (Cylindropuntia echinocarpa) meglehetősen kalandos történetű faj. Többféle néven is leírták már:
- Cactus echinocarpus (Engelm.et Bigelow)Lemaire 1868
- Opuntia echinocarpa Engelm.et Bigelow 1856

## Elterjedése
Az USA délnyugati részén, a Mojave-sivatagtól Kaliforniáig és Nevadáig honos kaktusz. A félsivatagi, száraz szubtrópusi viszonyokat kedveli. Nyers sziklatalajon nem él meg.

## Megjelenése
Aranyló tüskés, gömböcfejű. Tipikus cylindropuntia: sűrű bokorrá fejlődik, messziről miniatűr szénakazalra hasonlít. A tövisei viszonylag vékonyak és fakók. Két színváltozata létezik: egy ezüstösebb és egy aranysárga színű.

## Tartása
A −10 °C alatti hidegeket többnyire nem bírja, de fólia alatt vagy fűtetlen üvegházban stabilan átteleltethető.